# Ivica Maraš
Ivica Maraš (* 31. Januar 1975) ist ein ehemaliger kroatischer Handballspieler, der für den kroatischen Handballverband arbeitet.

## Karriere

### Verein
Ivica Maraš spielte in Kroatien für den RK Brodomerkur Split, mit dem er mehrfach am EHF-Pokal teilnahm. Ab 2003 lief er für den RK Metković auf, mit dem er in der EHF Champions League 2003/04 antrat. Anschließend spielte er in Italien für TeknoElettronica Teramo und Pallamano Ascoli.

### Nationalmannschaft
Mit der kroatischen Nationalmannschaft belegte Maraš bei der Weltmeisterschaft 1999 den 10. Platz.
Seit der Europameisterschaft 2016 ist der Journalist für die Pressearbeit der kroatischen Mannschaft zuständig.

## Privates
Sein Sohn Mateo Maraš ist ebenfalls Handballnationalspieler.